# La Chapelle-Palluau
La Chapelle-Palluau ist eine Gemeinde mit 1.108 Einwohnern (Stand: 1. Januar 2022) im westfranzösischen Département Vendée im Südwesten der Region Pays de la Loire. Die Gemeinde gehört zum Arrondissement La Roche-sur-Yon und zum Kanton Challans (bis 2015: Kanton Palluau). Die Einwohner werden Chapellois genannt.

## Lage
La Chapelle-Palluau liegt etwa 17 Kilometer nordwestlich von La Roche-sur-Yon. Der Fluss Vie begrenzt die Gemeinde im Süden. Auf der nördlichen Gemeindegrenze entlang fließt der Petite Boulogne. Umgeben wird La Chapelle-Palluau von den Nachbargemeinden Palluau im Norden, Le Poiré-sur-Vie im Osten und Südosten, Aizenay im Süden, Maché im Südwesten sowie Saint-Paul-Mont-Penit im Westen.

## Geschichte
Von 1972 bis 1979 war La Chapelle-Palluau Teil der Gemeinde Aizenay.

## Bevölkerungsentwicklung
| Jahr                      | 1793 | 1851 | 1901 | 1954 | 1962 | 1968 | 1975 | 1982 | 1990 | 1999 | 2006 | 2013 |
| Einwohner                 | 1000 | 1068 | 939  | 726  | 719  | 684  | -    | 618  | 647  | 686  | 826  | 928  |
| Quelle: Cassini und INSEE |      |      |      |      |      |      |      |      |      |      |      |      |

## Sehenswürdigkeiten

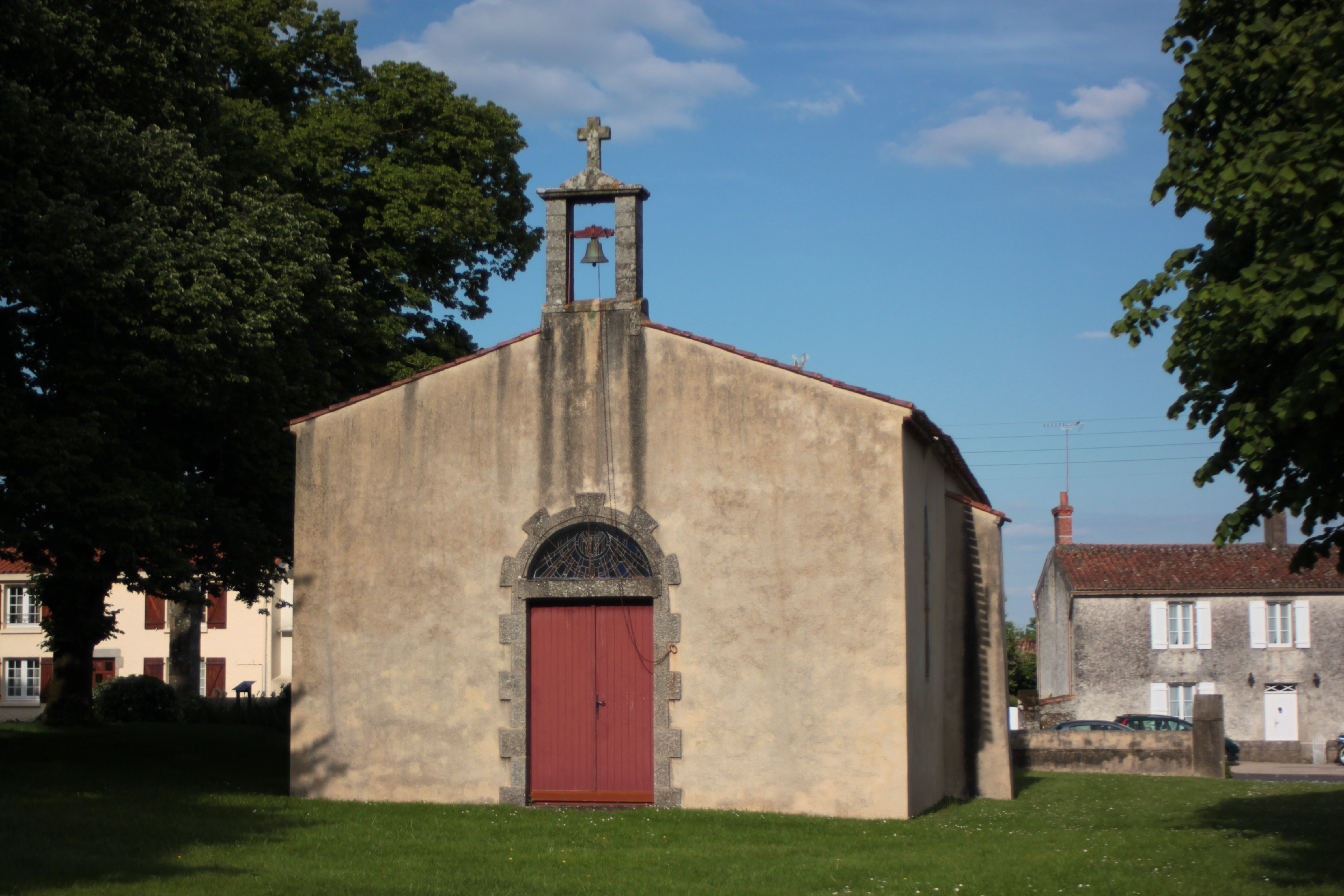
Kapelle Notre-Dame

- Kapelle Notre-Dame de Miséricorde